# La Almadraba de Monteleva
La Almadraba de Monteleva (o Las Salinas) es una localidad y pedanía española del municipio de Almería, en la provincia de Almería (Andalucía), situada a  34,1 km de Almería capital junto a las salinas de Cabo de Gata, de las que toma su nombre. En 2024 contaba con 40 habitantes (INE).
La población se desarrolló durante el siglo XX como consecuencia de las explotaciones salineras.

## Geografía física
Situación
Está situado en la parte oriental de término municipal de Almería a unos 34 km al este de la ciudad de Almería, a 4,9 de Cabo de Gata, en las inmediaciones de las salinas de Cabo de Gata y cerca de La Fabriquilla y del faro de Cabo de Gata. Este núcleo de población está dentro del parque natural del Cabo de Gata-Níjar.

## Naturaleza
La zona cuenta con una fauna propia del parque natural. Destaca la gran presencia  de aves, existiendo un centro de observación. Entre éstas se podrían destacar los flamencos rosados, la perdiz o el alcaraván, que habita en los territorios esteparios circundantes. También se dice que la zona estuvo poblada de focas monje; de hecho en el cercano faro de cabo de Gata existe un mirador denominado de las sirenas, debido a que los gritos de las focas se semejaba al de las sirenas.

## Historia
La actual localidad de La Almadraba de Monteleva, también conocida entre los almerienses como la "Almadraba de Monteleva", se construyó en el siglo XIX con el fin de proporcionar vivienda a los trabajadores y a sus familias, empleados con carácter permanente en la recolecta de la sal.
En un principio la empresa contrataba a los pescadores y a los habitantes de la zona, que alternaban y complementaban tales actividades con las tareas de pesca, siendo estas últimas su principal fuente de ingresos. Sin embargo, cuando se intensificó la producción de la sal a finales del siglo XIX y principios del XX, se hizo necesaria la contratación de personas que procedían incluso fuera de la provincia. Con el aumento de la mano de obra se plantearon diversos problemas en lo que se refería a las formas de transporte, la pernocta y alimentación de estos trabajadores.

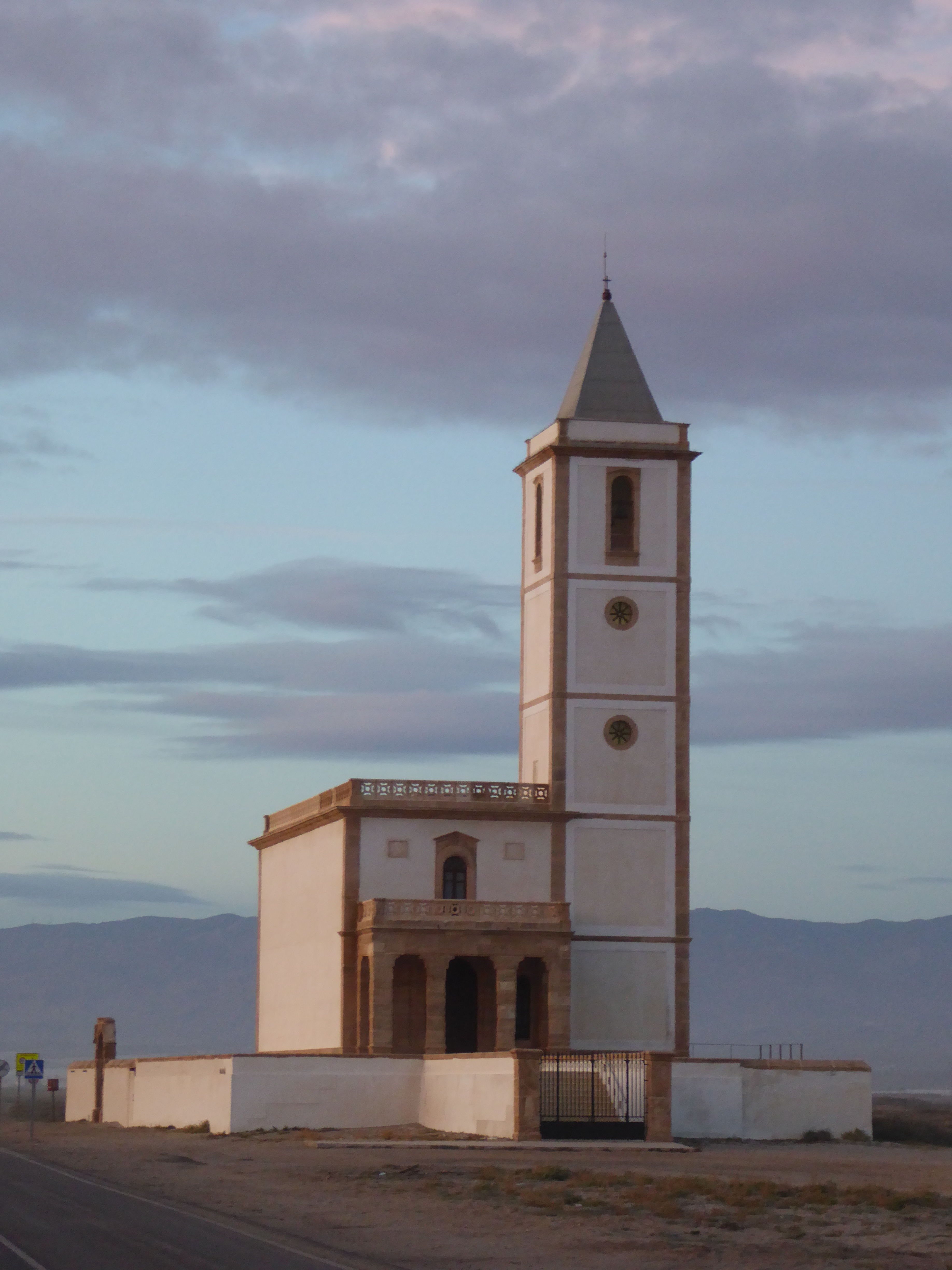
Iglesia de las Salinas

Lo que hasta entonces era un pequeño reducto de pescadores se transformó en un pequeño pueblo. No sólo se construyeron unas viviendas sociales en donde podían vivir hasta 100 personas, sino que al vivir los obreros con sus familias la legalidad vigente obligó a construir instalaciones para la escolarización y la atención sanitaria de adultos y niños. Se habilitó así una escuela y casi, de forma inmediata, se inició la construcción de un lugar dedicado al culto católico: la hoy emblemática iglesia de las Salinas, inaugurada en 1907.
Aunque en la parte industrial ya existían locales dedicados al almacenamiento, las oficinas, varaderos y astilleros, la construcción de las viviendas supuso también la ampliación de estas instalaciones.
La guerra civil española supuso el ocaso de la explotación salinera. Algunos trabajadores se marcharon a la guerra y no regresaron. Los hijos de los empleados que permanecieron en las salinas emigraron y dejaron las casas como segunda vivienda a las que volvían durante los meses de vacaciones. Otras siguen ocupadas por los salineros jubilados, a los que les fue cedido el derecho de usufructo durante toda su vida.
La explosión turística en los tiempos de la dictadura apenas repercutió en el barrio, ya que era zona de paso para otros puntos más turísticos de la comarca. Sin embargo, la declaración de parque natural puso a este rincón de la costa en el punto de mira de los especuladores urbanísticos. A pesar de la protección para levantar nuevas construcciones en un lugar en el que la riqueza de flora y fauna es incuestionable, se han buscado recursos legales para seguir levantando casas de nueva planta con la consiguiente destrucción del patrimonio natural, cultural y etnológico, con el evidente deterioro de su paisaje ante la irritante pasividad de las distintas Administraciones y la degradación manifiesta de la zona. Son las distintas AAVV y asociaciones ecologistas las que denuncian, la mayoría de las veces sin suerte, todas estas tropelías.

## Geografía humana

### Demografía
| Gráfica de evolución demográfica de La Almadraba de Monteleva entre 2000 y 2022 |
|                                                                                 |
| Población de derecho (2000-2022) según el padrón municipal del INE              |

### Urbanismo
De una sencillez extrema, las viviendas obreras de La Almadraba de Monteleva, situadas al borde de la carretera y del mar, entre la Iglesia y la zona de explotación, son uno de los ejemplos más valiosos de patrimonio doméstico industrial de toda la provincia.

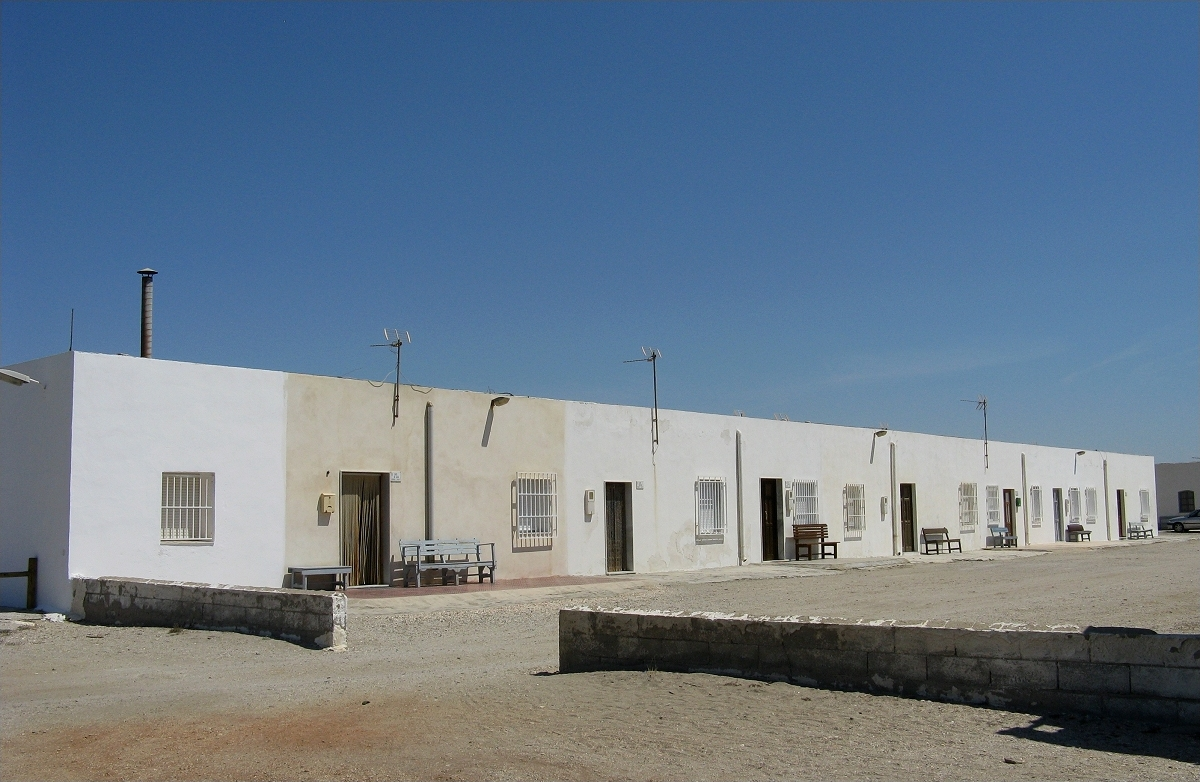
Viviendas salineras

Las nuevas casas se construyeron junto a las salinas, orientadas hacia las instalaciones de la empresa. Siguen el esquema implantado por el arquitecto Trinidad Cuartara Cassinello en la capital (finales del siglo XIX,)  para empresas como La Unión Almeriense o las que existieron en la Plaza de Pavía.
Tienen planta rectangular y techumbre plana. La única iluminación exterior que proviene de la puerta de acceso, con ventana junto a ella y ambas situadas en la fachada principal.
Algunas tenían dos ventanas y patio posterior, lo que permitía otra ventana pequeña en el lado opuesto a la vivienda. Las habitaciones se distribuían a través de un pasillo longitudinal, único conducto de luz y ventilación. El conjunto de las viviendas se rodeó de un pequeño muro de menos de un metro de altura para evitar la invasión de la arena.
El desnudo exterior, de una sobriedad impactante, esconde un interior amplio, muy bien acondicionado para soportar las condiciones meteorológicas (fuertes vientos, frío impensable en invierno, calor considerable en verano) con unos estándares de habitabilidad envidiables.

### Comunicaciones
Carretera
A la localidad se accede a través de la carretera AL-3115 procedente de las pedanías de San Miguel de Cabo de Gata y Retamar y que tras atravesar este núcleo de población llega hasta La Fabriquilla y el faro de Cabo de Gata.

#### Autobús
A la localidad llega la línea del Consorcio de Transporte Metropolitano del Área de Almería: "Almería-Retamar-Cabo de Gata-La Fabriquilla", que la comunica con la ciudad con una frecuencia de 6 autobuses diarios.